# Sara Martin

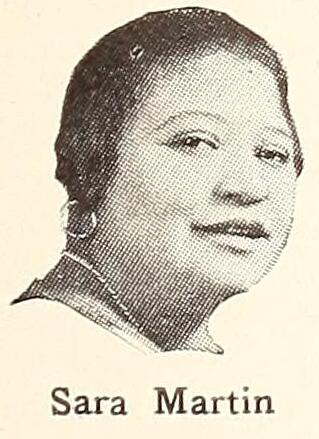
Sara Martin (1926)

Sara Martin (* 18. Juni 1884 in Louisville, Kentucky; † 24. Mai 1955 ebenda) war eine US-amerikanische Blues- und Vaudeville-Sängerin.

## Leben und Werk
Sara Martin arbeitete zunächst als Vaudeville-Sängerin in Illinois um 1915. Im Jahr 1922 schloss sie einen Plattenvertrag mit Okeh Records ab und gehörte damit zu den ersten Bluessängern, die auf Schallplatte aufgenommen wurden. Begleitet wurden ihre Blues-Aufnahmen häufig von Sylvester Weaver (Gitarre oder Banjo), Clarence Williams, Clifford Hayes und Lemuel Fowler, 1924 von Musikern der Dixieland Jug Blowers. Es gibt gewisse Unklarheiten darüber, welche Musiker darüber hinaus bei ihren Einspielungen mitwirkten, jedoch gilt als sicher, dass Sidney Bechet, King Oliver (1928) und Fats Waller bei einigen dabei waren. 1929 hatte sie einen Filmauftritt in dem Streifen Hello Bill mit Bill Bojangles Robinson.
Ihre letzte Plattenaufnahme entstand 1929. In den frühen 1930er Jahren zog sie sich aus dem Showgeschäft zurück, gab alle Verbindungen mit der Blues-Musik auf und sang Gospel. In den 1950er Jahren war sie Mitglied eines Kirchenchors in Harlem. Schließlich kehrte sie in ihren Heimatort zurück, wo sie auch 1955 starb.
Ihr Gesang war geprägt von einer starken, großen Stimme mit einem beträchtlichen dramatischen Effekt, ähnlich den Stimmen von Bessie Smith oder Ma Rainey, jedoch ohne deren emotionale Tiefe.
Zu ihren besten Einspielungen gehören
- I’ve Got To Go And Leave My Daddy Behind 1923,
- Strange Lovin’ Blues 1925,
- Mean Tight Mama, Mistreatin’ Man Blues 1925,
- Death Sting Me The Blues (mit King Oliver), Kitchen Man Blues 1928.

## Diskographische Hinweise
- The Famous Moanin’ Mama
- Complete Recorded Works, Vol. 3 – 1924–1925
- Fats Waller: Fats Waller 1922–1926 (Classics)
- Clarence Williams: Complete Sessions, Vol. 1 (EPM/Hot 'N' Sweet)